# 郎德海花园场景
《朗德海花园场景》（法語：Une scène au jardin de Roundhay），是法国发明家路易·普林斯在1888年10月拍攝的短片，並為世界上已知最早的短片。本片约2秒长，被《吉尼斯世界纪录大全》收录为已知最早的电影。 所使用的相机于1888年11月16日在英国获得专利。

## 概况
据普林斯的儿子阿道夫所述，电影是在奥克伍德农庄拍摄的，时间是在1888年10月14日。这里是约瑟夫和萨拉·惠特利位于英格兰约克郡西莱丁利兹朗德海的家。当时普林斯所使用的是一台单镜头摄影机配合伊士曼柯达公司所产的纸质胶片进行了拍摄。这段短片比卢米埃尔兄弟和托马斯·爱迪生的作品完成的都要早几年，但普林斯仅在利兹汉斯莱特区的惠特利工厂以及妻子位于朗德海的娘家小范围展示过这段影片，并未广泛传播。影片每秒10到12帧。